# 彭汝賢
彭汝賢（1563年—？），字季長，號紫兼，浙江台州府黄岩县民籍，明朝政治人物。

## 生平
萬曆十九年（1591年）辛卯科浙江鄉試第二名舉人。三十二年授山東寧海州知州，三十四年母亲去世，丁憂守制。

## 家族
曾祖彭浩洪；祖父彭時勳，庠生；父彭儼，選貢。母施氏。慈侍下。弟汝貫、汝資、汝貞、汝竇、汝貴。

## 引用
1. ↑  （明）张朝瑞. . 《续修四库全书》史部第828册.
2. ↑  鲁小俊，江俊伟著. . 武汉：武汉大学出版社. 2009. ISBN 978-7-307-07043-1.
3. ↑  龚延明主编. . 宁波: 宁波出版社. 2016. ISBN 978-7-5526-2320-8. 《天一閣藏明代科舉錄選刊.登科錄》之《浙江辛卯科同年序齿录》